# マルガレーテン (競走馬)
マルガレーテン（Margarethen）は、アメリカ合衆国の競走馬、繁殖牝馬。マルガレーゼン と表記されることも多い。繁殖牝馬として一大牝系の祖となり、子孫に多くの活躍馬を輩出した。

## 経歴

### 競走馬時代
競走馬としてはアメリカで64戦を走り抜き、計16勝を挙げた。主な勝ち鞍に1966年のモデスティハンデキャップがある。

### 繁殖牝馬時代
繁殖入り後は全部で8頭（うち7頭が牝馬）の産駒を送り出した。競走馬として最も活躍したのは1974産の5番仔トリリオン（Trillion）で、1978年のガネー賞に優勝したほか、凱旋門賞、仏オークス、イスパーン賞、サンクルー大賞などG1競走での2着が計10回ある。アメリカでG1競走を4戦連続2着した1979年にはエクリプス賞最優秀芝牝馬に選出された。トリリオンを含めて牝馬の産駒がそれぞれ母として活躍し、マルガレーテン系を構築している。
1973年産のプリ（Prix）の子孫からは香港でG1競走を4勝し安田記念にも勝利したブリッシュラックが出ている。
前述のトリリオンは母としても成功を収め、史上初のガネー賞母仔制覇を達成しG1競走9勝を挙げた「鉄の女」トリプティク（Triptych）を産んだ。その後も牝系は広がり、地方所属馬として交流G1競走を6勝したフリオーソ、36年振りに凱旋門賞連覇を達成した「凱旋門賞の申し子」トレヴ（Treve）などの活躍馬が出ている。
1976年産のヘイルマギー（Hail Maggie）は母として米G1馬を産み、子孫にも仏2000ギニー馬ランドシーア（Landseer）や宝塚記念優勝馬ミッキーロケットなどがいる。
最後の産駒となった1981年産のドフザダービー（Doff the Derby）は母として英ダービー・愛ダービーを制しキングジョージ6世&クイーンエリザベスダイヤモンドステークスでも7馬身差の圧勝を飾ったジェネラス、日本で重賞2勝を挙げたオースミタイクーン、愛1000ギニー・英オークス優勝馬イマジン（Imagine）などを輩出する目覚ましい繁殖成績を挙げた。その後の子孫からも欧州でマイル以下のG1を6勝した名牝ムーンライトクラウド（Moonlight Cloud）、皐月賞馬ディーマジェスティ、スプリンターズステークス優勝馬タワーオブロンドンなど多くの大レース勝ち馬が出ている。

### 産駒一覧
| 生年 | 馬名           | 性 | 毛色   | 父             | 戦績・繁殖成績 |
| ---- | -------------- | -- | ------ | -------------- | --- |
| 1970 | Way Home       | 牝 | 鹿毛   | Noholme        | 未出走 |
| 1971 | Dunkirk        | 牡 | 鹿毛   | Prince John    | 10戦1勝 リステッド競走2着2回 |
| 1972 | Margravine     | 牝 | 黒鹿毛 | Hail to Reason | 23戦5勝 クリテリウムデプーリッシュ2着 繁殖牝馬 |
| 1973 | Prix           | 牝 | 鹿毛   | Vaguely Noble  | 14戦3勝 繁殖牝馬 子孫にブリッシュラックなど |
| 1974 | Trillion       | 牝 | 鹿毛   | Hail to Reason | 32戦9勝 ガネー賞など重賞7勝 仏オークス・ロワイヤルオーク賞・イスパーン賞・サンクルー大賞・凱旋門賞・ガネー賞・カナディアン国際・ターフクラシックS・オークツリー招待S・ワシントンDC国際-2着 1979年エクリプス賞最優秀芝牝馬 繁殖牝馬。仔にトリプティク 子孫にフリオーソ、トレヴなど |
| 1976 | Hail Maggie    | 牝 | 鹿毛   | Hail to Reason | 1戦0勝 繁殖牝馬。仔にカリフォルニアンS優勝・BCマイル2着馬Sabona 子孫にLandseer、ミッキーロケットなど |
| 1977 | Noble Chick    | 牝 | 黒鹿毛 | Vaguely Noble  | 18戦4勝 繁殖牝馬 |
| 1981 | Doff the Derby | 牝 | 鹿毛   | Master Derby   | 未出走 繁殖牝馬。仔にWedding Bouquet（G3競走2勝、ナショナルS2着）、ジェネラス、オースミタイクーン、Imagine 子孫にムーンライトクラウド、ディーマジェスティ、タワーオブロンドンなど                                                                                                 |

産駒一覧の出典：

## マルガレーテン系
G1競走優勝馬（太字）、重賞競走に優勝した日本馬を記載。*は日本に輸入された馬。
- Margarethen 1962
  - Margravine 1972
    - Margie Belle 1978
      - *ミルド 1986
        - *スイートミルド 1992
          - ハードクリスタル 2000（東海S・ブリーダーズGC）

        - *クロカミ 1993（京王杯オータムH・府中牝馬S）
          - クロウキャニオン 2002
            - ボレアス 2008（レパードS）
            - カミノタサハラ 2010（弥生賞）
            - ヨーホーレイク 2018（日経新春杯・京都記念・鳴尾記念）

  - Prix 1973
    - Vintage 1979
      - Wild Veritas 1990
        - Bullish Luck 1999（香港ゴールドC・香港スチュワーズC・チャンピオンズマイル連覇・安田記念）

      - Juvenia 1996（マルセルブサック賞）[7]

  - Trillion 1974（ガネー賞）
    - Trevilla 1981
      - Sine Labe 1986
        - Sabeline 1993
          - *トリリオンカット 2000（朝日チャレンジC）[8]

        - Tamarisk 1995（スプリントC）

      - Trevillari 1987
        - Trivise 2000
          - Treve 2010（仏オークス・ヴェルメイユ賞2勝・凱旋門賞連覇・サンクルー大賞）

      - Treble 1988（サンタラリ賞）[9]

    - Triptych 1982（マルセルブサック賞・愛2000ギニー・英チャンピオンS連覇・ガネー賞・コロネーションC連覇・英国際S・フェニックスチャンピオンS）
    - Barger 1983
      - Bareilly 1988
        - *プラデシュ 1994
          - ビアンコ 2000
            - イグナイター 2018（JBCスプリント・黒船賞・かきつばた記念・さきたま杯）

      - Baya 1990
        - *ファーザ 1995
          - フリオーソ 2004（全日本2歳優駿・ジャパンダートダービー・ダイオライト記念連覇・帝王賞2勝・日本テレビ盃・川崎記念・かしわ記念）

      - *カリネッタ 1994
        - ハイエストデイ 2001
          - セレン 2005（京成盃グランドマイラーズ・勝島王冠・大井記念・東京記念）

      - *カーレス 1996
        - Tawqeet 2002（メトロポリタンH・コーフィールドC）[10]

    - Triple Couronne 1987
      - Tanzania 1994
        - Amorama 2001（デルマーオークス・ジョンCメイビーH）[11]
        - Acatama 2005
          - Odeliz 2010（ジャンロマネ賞・リディアテシオ賞）[12]

  - Hail Maggie 1976
    - Sabona 1982（カリフォルニアンS）[13]　
    - Flood 1983
      - Sabria 1991
        - Sabreon 1997
          - *マネーキャントバイミーラヴ 2006
            - ミッキーロケット 2013（日経新春杯・宝塚記念）

        - Landseer 1999（仏2000ギニー・キーンランドターフマイルS）

    - *テイブンエンジェル 1986
      - カーネギーダイアン 1997（青葉賞）[14]

  - Noble Chick 1977
    - Noble Vice 1992
      - Red Light 2004
        - Scarletini 2009
          - Angel of Truth 2015（オーストラリアンダービー）[15]

  - Doff the Derby 1981
    - Wedding Bouquet 1987
      - Ventura 1998
        - Moonlight Cloud 2008（モーリスドゲスト賞3連覇・ムーランドロンシャン賞・ジャックルマロワ賞・フォレ賞）

    - *ジェネラス 1988（デューハーストS・英ダービー・愛ダービー・キングジョージ6世&クイーンエリザベスダイヤモンドS）
    - *オースミタイクーン 1991（マイラーズC・セントウルS）
    - *マチカネベニザクラ 1992
      - マチカネオーラ 2002（中京記念）[16]

    - *シンコウエルメス 1993[注 1]
      - エルメスティアラ 1998
        - ディーマジェスティ 2013（共同通信杯・皐月賞・セントライト記念）

      - Lake Toya 2002
        - Sobetsu 2014（サンタラリ賞）[19]

      - *ブルーダヌーブ 2004
        - オセアグレイト 2016（ステイヤーズS）

      - *スノーパイン 2010
        - タワーオブロンドン 2015（京王杯2歳S・アーリントンC・京王杯スプリングC・セントウルS・スプリンターズS）

    - Imagine 1998（愛1000ギニー・英オークス）
      - Horatio Nelson 2003（ジャンリュックラガルデール賞）[20]
      - *ヴァンゴッホ 2018（クリテリウムアンテルナシオナル）

### その他の近親
本馬の半妹Lady MargueryとTim Marie（共に父はティムタム）も、姉ほどではないものの独自に牝系を広げている。
- Russe-Marie 1956
  - Margarethen 1962　→マルガレーテン系
  - Lady Marguery 1966 
    - Redpath 1974
      - Race the Wild Wind 1989
        - Chasethewildwind 1994
          - Albertus Maximus 2004（ドンH）
          - Daredevil 2012（シャンペンS）[21]

        - Chasetheracingwind 1995
          - Here Comes Ben 2006（フォアゴーS）[22]
          - Gottahaveadream 2008
            - Dayoutoftheoffice 2018（フリゼットS）[23]

        - King Charlemagne 1998（モーリスドゲスト賞）[24]

  - Tim Marie 1968
    - Life's Hope 1973（ジャージーダービー・エイモリーLハスケルH）[25]
    - Little Happiness 1974
      - A Little Love 1980
        - Out of Africa 1985
          - Jewel of Africa 1989
            - Picholine 1997
              - Rebel Raider 2005（ヴィクトリアダービー・サウスオーストラリアンダービー）[26]

        - A Little Kiss 1986（フライトS・クイーンズランドオークス）[27]
          - *ゲイリーファンキー 1997（新潟3歳S）[28]

        - Something Wicked 1987
          - Pretty Wicked 1995
            - Post Romance 2003
              - Rising Romance 2010（オーストラリアンオークス）[29]
                - Yearning 2018（豪1000ギニー）

        - Cladagh 1990
          - Gardenia 1995
            - Able One 2002（チャンピオンズマイル連覇・香港マイル）

      - More Happiness 1987
        - What Fun 1995
          - Eye for Fun 2007
            - Mossfun 2011（ゴールデンスリッパーS）[30]

    - Heart a Dancer 1978
      - Nothing To Do 1986
        - Lifetime Story 1994
          - Shamekha 2000（クールモアクラシック・TJスミスS・オールエイジドS）[31]

    - Ventured 1982
      - Critics Acclaim 1995
        - Rosalind 2011（アッシュランドS）[32]

牝系図の出典：Galopp Sieger、牝系検索α

## 血統表
| マルガレーテンの血統     | マルガレーテンの血統                                                                   | マルガレーテンの血統                                                                   | （血統表の出典）                                                                       | （血統表の出典） |
| 父系                     | ボワルセル系                                                                           | ボワルセル系                                                                           | ボワルセル系                                                                           | [ § 2 ]          |
| 父 Tulyar 1949 黒鹿毛    | 父の父Tehran 1941 鹿毛                                                                 | Bois Roussel                                                                           | Vatout                                                                                 | Vatout           |
| 父 Tulyar 1949 黒鹿毛    | 父の父Tehran 1941 鹿毛                                                                 | Bois Roussel                                                                           | Plucky Liege                                                                           |                  |
| 父 Tulyar 1949 黒鹿毛    | 父の父Tehran 1941 鹿毛                                                                 | Stafaralla                                                                             | Solario                                                                                | Solario          |
| 父 Tulyar 1949 黒鹿毛    | 父の父Tehran 1941 鹿毛                                                                 | Stafaralla                                                                             | Mirawala                                                                               |                  |
| 父 Tulyar 1949 黒鹿毛    | 父の母Neocracy 1944 黒鹿毛                                                             | Nearco                                                                                 | Pharos                                                                                 | Pharos           |
| 父 Tulyar 1949 黒鹿毛    | 父の母Neocracy 1944 黒鹿毛                                                             | Nearco                                                                                 | Nogara                                                                                 |                  |
| 父 Tulyar 1949 黒鹿毛    | 父の母Neocracy 1944 黒鹿毛                                                             | Harina                                                                                 | Blandford                                                                              | Blandford        |
| 父 Tulyar 1949 黒鹿毛    | 父の母Neocracy 1944 黒鹿毛                                                             | Harina                                                                                 | Athasi                                                                                 |                  |
| 母 Russe-Marie 1956 鹿毛 | 母の父Nasrullah 1940 鹿毛                                                              | Nearco                                                                                 | Pharos                                                                                 | Pharos           |
| 母 Russe-Marie 1956 鹿毛 | 母の父Nasrullah 1940 鹿毛                                                              | Nearco                                                                                 | Nogara                                                                                 |                  |
| 母 Russe-Marie 1956 鹿毛 | 母の父Nasrullah 1940 鹿毛                                                              | Mumtaz Begum                                                                           | Blenheim                                                                               | Blenheim         |
| 母 Russe-Marie 1956 鹿毛 | 母の父Nasrullah 1940 鹿毛                                                              | Mumtaz Begum                                                                           | Mumtaz Mahal                                                                           |                  |
| 母 Russe-Marie 1956 鹿毛 | 母の母Marguery 1938 鹿毛                                                               | Sir Gallahad                                                                           | Teddy                                                                                  | Teddy            |
| 母 Russe-Marie 1956 鹿毛 | 母の母Marguery 1938 鹿毛                                                               | Sir Gallahad                                                                           | Plucky Liege                                                                           |                  |
| 母 Russe-Marie 1956 鹿毛 | 母の母Marguery 1938 鹿毛                                                               | Marguerite                                                                             | Celt                                                                                   | Celt             |
| 母 Russe-Marie 1956 鹿毛 | 母の母Marguery 1938 鹿毛                                                               | Marguerite                                                                             | Fairy Ray                                                                              |                  |
| 母系(F-No.)              | 4号族(FN:4-n)                                                                          | 4号族(FN:4-n)                                                                          | 4号族(FN:4-n)                                                                          | [ § 3 ]          |
| 5代内の近親交配          | Nearco 3×3=25.00%、Plucky Liege 4×4=12.50%、Phalaris 5・5×5=9.38%、Blandford 4×5=9.38% | Nearco 3×3=25.00%、Plucky Liege 4×4=12.50%、Phalaris 5・5×5=9.38%、Blandford 4×5=9.38% | Nearco 3×3=25.00%、Plucky Liege 4×4=12.50%、Phalaris 5・5×5=9.38%、Blandford 4×5=9.38% | [ § 4 ]          |
| 出典                     | 1. 2. 3. 4.                                                                            | 1. 2. 3. 4.                                                                            | 1. 2. 3. 4.                                                                            | 1. 2. 3. 4.      |

- 牝系を遡ると7代母セントマーガレット（St.Marguerite、セントマルゲリートとも）に辿り着く。同馬は牝馬ショットオーヴァーがイギリス牡馬クラシック二冠を制するなど活躍し当年のクラシック5競走を全て牝馬が制した世代の出身で、自身も1000ギニーでショットオーヴァーを2着に破り優勝した活躍馬だった。繁殖牝馬としても大きく牝系を伸ばし、子孫に英三冠馬ロックサンドや本馬との間にMargravine・Trillion・Hail Maggieを産んだ名種牡馬ヘイルトゥリーズンが出ているほか、本馬の6代母St.Marinaの牝系にも米三冠馬ギャラントフォックスなどがいる。